# スマートショット
スマートショット（英: Smart Shot）は、富士写真フイルムが日本で販売していた、同社で最廉価のフィルム・スチル・カメラである。

## 概説
135フィルムを用い、固定焦点・固定露出である。固定露出の値は、あらゆるネガフィルムを使用しても許容できる画質を得るための妥協値とならざるを得ず、装填したネガフィルムの性能に適切な値が割り出せるレンズ付きフィルムより得られる画質が劣る場合が多い。

### スマートショット
1994年に発売した。レンズは、f=33mm、F=8、シャッター速度は1/100秒で、内蔵するエレクトリック・フラッシュの電源に単三形乾電池を用いる。

### スマートショットII
レンズは、f=33mm、F=9で、内蔵するエレクトリック・フラッシュの電源に単三形乾電池を用いる。

### スマートショット プラス
2001年に発売した。レンズは、f=26mm、F=8、シャッター速度は1/125秒で、内蔵するエレクトリック・フラッシュの電源に単四形乾電池を用いる。外寸は、幅103.5mm、高さ61.0mm、奥行36.5mm、重量は電池別で110g。メーカ希望小売価格は、税込みで3,150JPY。

### スマートショットBF
2002年3月に発売した。レンズは、f=33mm、F=8の2群2枚構成で、シャッター速度は1/125秒で、内蔵するエレクトリック・フラッシュの電源に単三形乾電池を用いる。外寸は、幅112.0mm、高さ69.0mm、奥行37.5mm、重量は電池別で95g。メーカ希望小売価格は、税込みで3,150JPY。2006年11月に出荷を終了した。

## 脚註

### 註釈
1. ↑  「フジカラー 写ルンです」を製造販売していた富士写真フイルム株式会社は、2006年10月1日に持株会社制への移行並びに富士フイルムホールディングス株式会社への商号変更を行い、富士写真フイルム株式会社の事業は富士フイルム株式会社が継承した[1]。